# سزار اورتیز
سزار اورتیز (انگلیسی: César Ortiz؛ زادهٔ ۳۰ ژانویهٔ ۱۹۸۹) بازیکن فوتبال اهل اسپانیا است.
از باشگاه‌هایی که در آن بازی کرده‌است می‌توان به باشگاه فوتبال اتلتیکو مادرید، باشگاه فوتبال آلباسته بالومپیه، باشگاه فوتبال آریس سالونیک، باشگاه فوتبال رایندورف آلتاخ، و باشگاه فوتبال اتلتیکو مادرید بی اشاره کرد.
وی همچنین در تیم‌های ملی فوتبال زیر ۱۷ سال اسپانیا و زیر ۱۹ سال اسپانیا بازی کرده‌است.